# Actinodaphne koshepangii
Actinodaphne koshepangii är en lagerväxtart som beskrevs av Woon Young Chun och Hung T. Chang. Actinodaphne koshepangii ingår i släktet Actinodaphne och familjen lagerväxter. Inga underarter finns listade i Catalogue of Life.